# Belva Plain
Belva Plain (ur. 9 października 1915 w Nowym Jorku, zm. 12 października 2010) – amerykańska pisarka.
Ukończyła studia historyczne w Barnard College. Jej pierwsza powieść Evergreen utrzymywała się przez 41 tygodni na liście bestsellerów dziennika New York Times i doczekała się adaptacji telewizyjnej.
Przez ponad 40 lat, aż do swojej śmierci jej mężem był Irving Plain. Para miała troje dzieci. Pisarka mieszkała w obszarze niemunicypalnym Shorts Hills w Hrabstwie Essex w stanie New Jersey.

## Dzieła
- Evergreen (1978)
- Golden Cup (1986)
- Tapestry (1988)
- Harvest (1990) (wyd.pol. Żniwa 1994)
- Random Winds (1980)
- Eden Burning (1982) (wyd.pol. Płonący raj 1993)
- Crescent City (1984) (wyd.pol. Klejnot południa 1993)
- Blessings (1989) (wyd.pol. Błogosławieństwa 2000)
- Treasures (1992) (wyd.pol. Skarby 2001)
- Whispers (1993) (wyd.pol. Szepty 1996)
- Daybreak (1994)
- The Carousel (1995) (wyd.pol. Karuzela 2000)
- Promises (1996) (wyd.pol. Obietnice 2000)
- Secrecy (1997)
- Homecoming (1997) (wyd.pol. Spisek starszej pani 2001)
- Legacy of Silence (1998)
- Fortune's Hand (1999) (wyd.pol. Dotknięcie losu 2001)
- After the Fire (2000)
- Looking Back (2001)
- Her Father's House (2002)
- The Sight of the Stars (2003)
- Crossroads (2008)